# 2003 QX113
(612584) 2003 QX113 — обособленный транснептуновый объект, обнаруженный в 2003 году. С абсолютной звёздной величиной в 4,7m он может быть кандидатом в карликовые планеты.

## Параметры
В настоящее время[когда?] объект находится на расстоянии 59 а. е. от Солнца,  вблизи афелия, который он пройдёт в 2058 году. Последнее прохождение им перигелия было в 1883 году.
Его нынешняя видимая звёздная величина составляет 22,6m.

## Предположительный размер
Когда 2003 QX113 был впервые обнаружен, он, по оценкам, имел абсолютную звёздную величину (Н) около 4,9, дающую его предположительные размеры всего 461 км в диаметре. По данным 2010 года, 2003 QX113, его абсолютная величина несколько больше — примерно 4,7m, что соответствует около 505 км в диаметре.